# Podocarpus novae-caledoniae
Podocarpus novae-caledoniae là một loài thực vật hạt trần trong họ Thông tre. Loài này được Vieill. ex Brongn. & Gris miêu tả khoa học đầu tiên năm 1866.